# Vojtěch Stránský
Vojtěch Stránský (* 13. března 2003 Ostrava) je český profesionální fotbalista, který hraje na pozici středního záložníka nebo křídelníka za český klub FC Slovan Liberec a za český národní tým do 21 let.

## Klubová kariéra

### Mladá Boleslav
Stránský začal hrát fotbal v klubu Mnichovohradišťský SK. V roce 2015 se přesunul do akademie FK Mladá Boleslav. 
Svůj debut v A-týmu si Stránský odbyl 30. května 2020, kdy nastoupil do závěru ligového utkání proti plzeňské Viktorii. V průběhu sezony 2019/20 nastoupil dohromady do 3 soutěžních utkání.
V sezoně 2020/21 byl Stránský členem rezervního týmu Mladé Boleslavi hrajícího ČFL.
Na svůj další zápas v A-týmu si musel počkat až do 31. července 2021, kdy Stránský nastoupil do utkání proti Jablonci. Dne 19. srpna 2021 podepsal novou smlouvu s Mladou Boleslaví do roku 2025. Svou první branku v české nejvyšší soutěži Stránský vstřelil o dva dny později, kdy gólem přispěl k výhře 3:1 nad Teplicemi. 21. září se Stránský střelecky prosadil také v utkání třetího kola MOL Cupu proti SFC Opava. Dohromady v sezoně 2021/22 nastoupil do 16 utkání A-týmu a vstřelil 2 branky.
Stránský pravidelně nastupoval jako střídající hráč také na začátku sezony 2022/23. Dne 17. září 2022 gólem a asistencí rozhodl o výhře 3:1 nad Slovanem Liberec. V jarní části sezony vypadl Stránský ze sestavy, a tak odehrál v celé sezoně dohromady 16 utkání v A-týmu a vstřelil 1 branku.
V létě 2023 odešel Stránský na roční hostování do druholigového Varnsdorfu. V průběhu celé sezony patřil ke klíčovým hráčům týmu, odehrál 29 utkání, v nichž vstřelil 5 branek a přidal 6 asistencí.
Stránský se v létě 2024 vrátil zpátky do Mladé Boleslavi. 1. srpna 2024 si odbyl svůj debut v pohárové Evropě, když nastoupil do závěru utkání druhého předkola Konferenční ligy proti litevskému Transivenstu. Stránský pravidelně nastupoval také ve skupinové fázi soutěže. V podzimní části sezony 2024/25 se stal stabilním členem základní sestavy Mladé Boleslavi a pravidelně nastupoval pod trenérem Andreasem Brännströmem. Dohromady v sezoně nastoupil do 37 soutěžních utkání, v nichž vstřelil 3 branky a odměnou mu byla nominace na závěrečný turnaj Mistrovství Evropy do 21 let. Po sezoně Stránský klub po 10 letech opustil jako volný hráč. 

### Slovan Liberec
V létě 2025 se Stránský stal hráčem Slovanu Liberec na základě předběžně podepsané dlouhodobé smlouvy z ledna téhož roku.

## Reprezentační kariéra
Stránský od roku 2019 reprezentuje Česko na mládežnických úrovních.
V červnu 2025 si zahrál na závěrečném turnaji Mistrovství Evropy do 21 let.